# Eupithecia mirificata
Eupithecia mirificata är en fjärilsart som beskrevs av Brandt 1938. Eupithecia mirificata ingår i släktet Eupithecia och familjen mätare. Inga underarter finns listade i Catalogue of Life.